# Paul d'Ailleboust de Périgny
Pour les articles homonymes, voir Périgny.
Paul d'Ailleboust de Périgny, né le 31 mars 1661  à Montréal et mort le 25 janvier 1746 dans la même ville, est un officier militaire des troupes de la Marine. Il fut commandant du fort Chambly.

## Biographie
Paul d'Ailleboust de Périgny était le fils de Charles-Joseph d'Ailleboust des Muceaux gouverneur de Montréal et le frère de Nicolas d'Ailleboust de Manthet, officier supérieur de l'armée canadienne et un négociant de fourrures. 
Paul d’Ailleboust de Périgny commença une carrière dans le commerce de la fourrure avec les amérindiens de la Nation des Outaouais. Pendant plusieurs années, il vécut du trafic et de la vente de la fourrure. Il avança des fonds pour les fortifications du fort Pontchartrain du Détroit et pour le fort Michilimakinac. 
En 1690, le gouverneur Louis de Buade de Frontenac l’envoya patrouiller les environs du fort Frontenac, pour engager des contacts avec les Iroquois, dans l’espoir d’obtenir d’eux des renseignements concernant un prisonnier, le capitaine Jean-Pierre Jolliet, chevalier d’Au.
En 1692, il est affecté en Acadie sous les ordres du gouverneur de l'Acadie Joseph Robineau de Villebon.
En 1693, Paul d'Ailleboust de Périgny reçoit du roi de France, une concession sur l'île de Grand Manan en Acadie, mais il n'en prit jamais possession, alors cette concession revint à la Couronne de France jusqu'au Traité d'Utrech de 1713.
Le 11 décembre 1698, il épousa à Montréal, Madeleine-Louise, fille de Séraphin Margane de Lavaltrie, capitaine de la milice canadienne. 
En 1700, il est promu lieutenant.
En 1704, Paul d'Ailleboust de Périgny succède à Nicolas Daneau de Muy comme commandant du fort Chambly.
En 1713, le gouverneur de l'Acadie, Pierre de Joybert de Soulanges et de Marson, l'élève au grade de capitaine.
En 1716, Paul d'Ailleboust de Périgny revient au fort Chambly comme commandant jusqu'en 1718. Il surveille notamment le trafic de la fourrure des contrebandiers de Montréal qui empruntent la rivière Richelieu pour troquer leurs fourrures avec les trafiquants de la Nouvelle-Angleterre.
En 1734, il reçut la croix de Saint-Louis.